# Sālote Tupou III
Sālote Mafile‘o Pilolevu Tupou III Född 13 mars 1900 på Tonga, död den 16 december 1965 i Auckland, Nya Zeeland, var den 21:a Tu‘i Kanokupolu och regerande drottning av Tonga 1918-1965.

## Barndom
Sālote var dotter till Siaosi Tupou II och Lavinia Veiongo. Hon var parets enda barn och därmed tronarvinge. Som sådan var hon kontroversiell på grund av sin mors låga rang, och under hennes barndom bedömdes det inte säkert för henne att vistas utanför slottsträdgården. När modern avled 1902 uppmanades kungen att gifta om sig för att avla en manlig tronarvinge. Han gifte sig 1909 med Anaseini Takipō, men fick endast ytterligare två döttrar. Sālote utbildades mellan 1909 och fem år framåt på Nya Zeeland, privat och på Diocesan School for Girls i Auckland.

## Tronarvinge
I december 1914, när hennes far givit upp hoppet om en manlig tronarvinge, kallades hon tillbaka till Tonga, där hon fick privat undervisning i tongansk historia, genealogi, seder och traditioner för att bli informerad i allt en tongansk tronarvinge och monark behövde kunna. Hon skulle senare skickligt komma att använda sina kunskaper i tongansk genealogi för att kontrollera de tonganska hövdingarna. 
Hon gifte sig i september 1917 med hövdingen prins Viliami Tungī Mailefihi: paret fick tre söner. Äktenskapet arrangerades av fadern och var ett effektivt politiskt drag mot oppositionen eftersom maken tillhörde Tu‘i Ha‘atakalaua, vilket innebar att deras barn förenade arvslinjerna från alla tre traditionella tonganska dynastier.  

## Regeringstid
Sālote efterträdde sin far som Tongas monark och därmed makthavare vid hans död 5 april 1918. Hennes tillträde accepterades med motvilja av Tu‘i Tonga lojalister, som hon fick ägna en del tid åt att övervinna. Som monark var Sālote också Tongas makthavare eftersom staten då inte var någon demokrati. 
Hon fortsatte faderns linje om allians med Storbritannien, och stödde sig under särskilt de första åren på de brittiska diplomaternas assistans i både inrikes- och utrikespolitik. År 1923 utnämnde hon sin make till sin premiärminister. Därefter valde hon att utåt låta honom och hans ministrar framstå som de världsliga makthavarna av praktisk politik, medan hon framgångsrikt lät sig framstå som den heliga och oberörbara andliga ledaren enligt traditionell tongansk sed. I praktiken behöll hon makten över regeringsarbetet och beskrivs som en skicklig organisatör. Hon demonstrerade också öppet sin lojalitet med maken när det tonganska parlamentet år 1940 gjorde ett försök att attackera makens regering. Under andra världskriget bistod hon de allierade mot Japan i kriget i stilla havet. Tonga blev 1942 i princip ockuperat av USA, men hon behöll makten genom sitt personliga inflytande även om hon lät evakuera huvudstaden.
År 1942 återvände hennes äldste son kronprinsen hem till Tonga efter att ha utbildats utomlands, och 1949 utnämnde hon honom till premiärminister. Hennes son hade planer på att modernisera Tonga, och Salote blev då en försvarare av traditionell tongansk kultur, som hon ville bevara in i den moderna tiden. Hon understödde tongansk kultur, dans, musik och produktion av traditionell konst, och grundade en förening för bevarande av tongansk kultur och en kvinnoförening. Salote stödde kvinnors utbildning och höga traditionella status inom familjen, och gav 1960 slutligen kvinnor rösträtt. Hon var ordförande för Tonga Traditions Committee 1954–1965, och beskyddare för Tonganska röda korset. 
Internationellt blev Salote uppmärksammad under kröningen av Elizabeth II i London 1953. Under kröningsprocessionen började det regna kraftigt, och gästerna erbjöds då regnskydd. Salote vägrade dock ett sådant, eftersom tongansk sed framhöll att man inte borde imitera handlingen hos den man hedrar. Hon fortsatte i stället att åka i öppen vagn och vinka åt allmänheten medan regnet öste ned över henne, något som gjorde henne hyllad av båda åskådare och press.
Salote Tupou III beskrivs som intelligent, varmhjärtad, villig att lyssna till rådgivare och starkt religiös. Hennes långa regeringstid beskrivs som en långsam, övervakad men gradvis utveckling mot ett modernt samhälle. Hon var verksam som diktare, och många av hennes poem tonsattes och är fortfarande populära på Tonga.

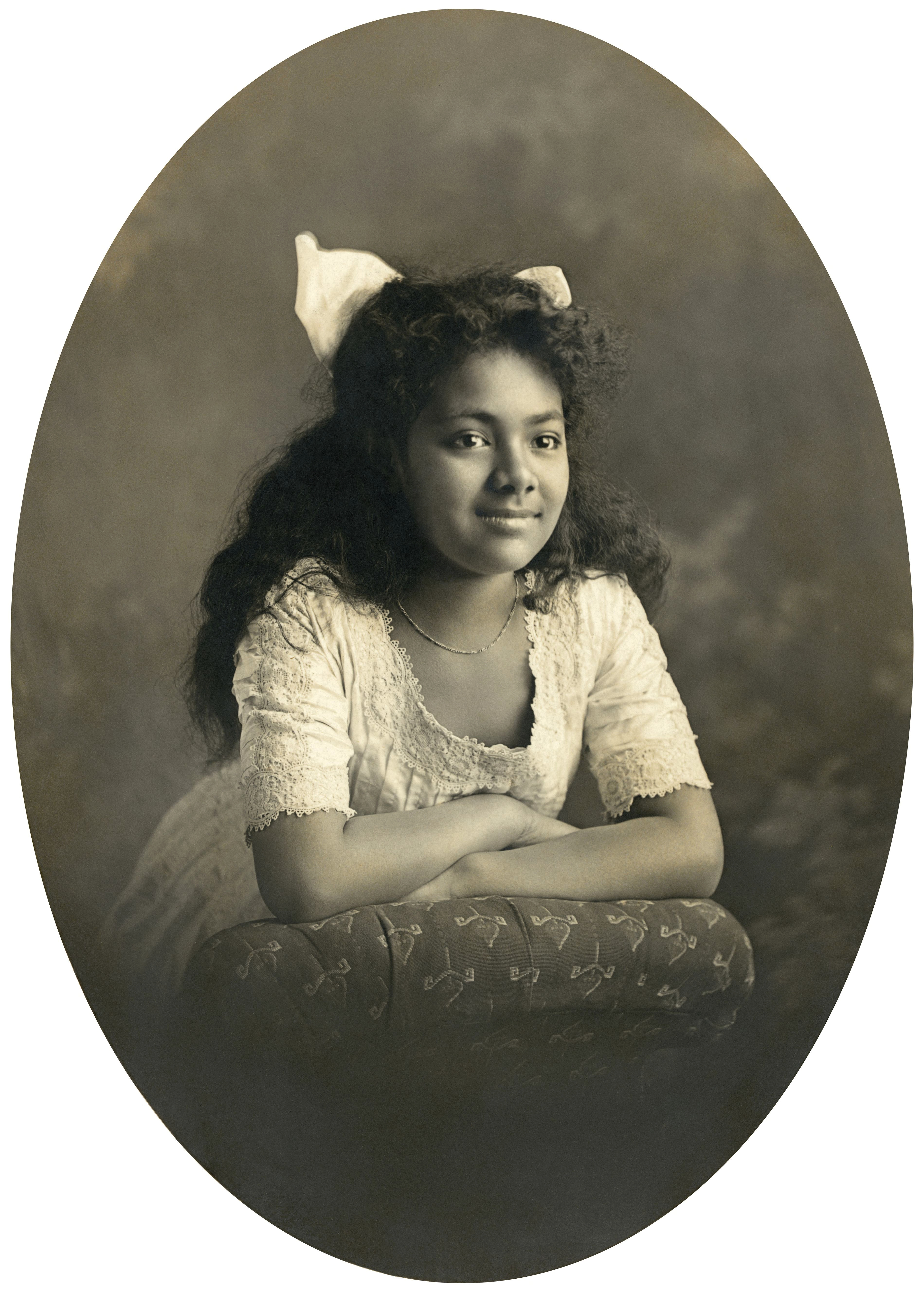
1908